# Велика Ерпења
Велика Ерпења (хрв. Velika Erpenja) је насељено место у општини Велико Трговишће, Крапинско-загорска жупанија, Хрватска.

## Историја
До територијалне реорганизације у Хрватској била је у саставу старе општине Забок.

## Становништво
У попису становништва из 2011. године, Велика Ерпења је имала 111 становника.
| Број становника према пописима | Број становника према пописима | Број становника према пописима | Број становника према пописима | Број становника према пописима | Број становника према пописима | Број становника према пописима | Број становника према пописима | Број становника према пописима | Број становника према пописима | Број становника према пописима | Број становника према пописима | Број становника према пописима | Број становника према пописима | Број становника према пописима | Број становника према пописима |
| ------------------------------ | ------------------------------ | ------------------------------ | ------------------------------ | ------------------------------ | ------------------------------ | ------------------------------ | ------------------------------ | ------------------------------ | ------------------------------ | ------------------------------ | ------------------------------ | ------------------------------ | ------------------------------ | ------------------------------ | ------------------------------ |
| 1857                           | 1869                           | 1880                           | 1890                           | 1900                           | 1910                           | 1921                           | 1931                           | 1948                           | 1953                           | 1961                           | 1971                           | 1981                           | 1991                           | 2001                           | 2011                           |
| 224                            | 253                            | 272                            | 288                            | 289                            | 275                            | 264                            | 268                            | 223                            | 220                            | 189                            | 166                            | 151                            | 133                            | 120                            | 111                            |

Напомена: Од 1880. до 1900. садржи податке за некадашње насеље Хум које је тих година посебно пријављено. Године 1880. део података садржан је у насељу Равнице.